# Lista de impostos de Portugal
Em Portugal, a criação de novos impostos é feia através de lei da Assembleia da República (maioria dos casos) ou por decreto-lei do Governo (casos específicos). Por outro lado, a atualização de impostos poderá ser efetuada, não só pelos 2 casos anteriores, como também pelas Câmaras Municipais e/ou outras entidades estatais, dependo do casos.

## Lista de Impostos

### Impostos sobre o rendimento
- IRS - Imposto sobre o Rendimento de Pessoas Singulares[2]
- IRC - Imposto sobre o Rendimento de Pessoas Coletivas[3]
- Derrama municipal[4]

### Impostos sobre o consumo
- IVA - Imposto sobre o Valor Acrescentado[5]
- IS - Imposto do Selo (também sobre o património)[6]
- Imposto "Verde/Ambiental"[7]

### Impostos sobre o património
- IMI - Imposto Municipal sobre Imóveis[8]
- IMT - Imposto Municipal sobre as Transmissões Onerosas de Imóveis[9]
- IS - Imposto do Selo (também sobre o consumo)[6]
- AIMI - Adicional ao Imposto Municipal sobre Imóveis[10]

### Impostos especiais sobre o consumo
Existem 3 impostos ao abrigo do CIEC - Código dos Impostos Especiais de Consumo:
- IABA - Imposto sobre o álcool, as bebidas alcoólicas e as bebidas adicionadas de açúcar ou outros edulcorantes
- ISP - Imposto sobre os produtos petrolíferos e energéticos
- IT - Imposto sobre o tabaco

### Impostos automóveis
- ISV - Imposto Sobre Veículos[12]
- IUC - Imposto Único de Circulação[13]
- AIUC - Adicional de Imposto Único de Circulação[14]

### Outros impostos e taxas
- CES - Contribuição Extraordinária de Solidariedade, que incide sobre as pensões acima de um determinado montante.[15]
- CAV - Contribuição Audiovisual, usada para financiar o serviço público de radiodifusão e de televisão.[16]
- TOS - Taxa de Ocupação do Subsolo, cobrada pelos municípios que decorre da ocupação do subsolo pelas redes de distribuição de gás natural.[17]

- TGR - Taxa de Gestão de Resíduos, aplicada pelo tratamento de resíduos, criada com o objetivo de desincentivar a produção de resíduos, como também diminuir a quantidade de lixo que acaba em incineradoras ou aterros. Habitualmente cobrada através fatura da água, é calculada com base no respectivo consumo.[18]
- TRH - Taxa de Recursos Hídricos, aplicada à utilização de poços, noras, furos, minas, charcas, barragens, açudes ou descargas de águas residuais em propriedade privada.[19]
- TMDP - Taxa Municipal de Direitos de Passagem, cobrada pelos municípios que decorre da passagem pelo subsolo de cabos telefónicos.[20]
- CECP ou LCP - Compensação Equitativa sobre a Cópia Privada ou Lei da Cópia Privada, aplicada a suportes físicos (discos rígidos, pen drives, etc) ou equipamentos que os contenham integrados. (computadores, smartphones, leitores de multimédia, etc)[21]
- TMT - Taxa Municipal Turística, criada pela autarquia de Lisboa, mas que foi adoptada por outros municípios. É aplicada por dormida e por hóspede, que se aloje em empreendimentos turísticos e estabelecimentos de alojamento local.[22]
- TSU - Taxa Social Única, contribuição mensal para a Segurança Social aplicada a trabalhadores e empresas.